# Oncosiphon grandiflorum
Oncosiphon grandiflorum là một loài thực vật có hoa trong họ Cúc. Loài này được (Thunb.) Källersjö mô tả khoa học đầu tiên năm 1988.